# TJ Perkins
Teddy James Perkins, né le 3 septembre 1984 à Los Angeles, Californie, est un catcheur (lutteur professionnel) américain d'origine philippine. Il travaille actuellement à la New Japan Pro-Wrestling, à la Major League Wrestling et également sur le circuit indépendant.
En 2016, il remporte le Cruiserweight Classic de la WWE et devient l'inaugural champion cruiserweight de la WWE. Il est également connu pour son travail à la Total Nonstop Action Wrestling (TNA), où il est un double TNA/Impact X Division Champion sous le nom de Manik, un spin-off de son personnage de Suicide.

## Jeunesse
Les parents de Perkins travaillent tous les deux pour une compagnie aérienne. Son père s'intéresse au catch sans être passionné tandis que son fils lui souhaite être catcheur.

## Carrière

### Entraînement, passage au Japon et au Mexique (1997-2003)
Dès l'âge de 13 ans, Perkins souhaite intégrer une école de catch, il ne peut pas aller à l'école de Shawn Michaels au Texas. Il en trouve une seconde à San Francisco mais le trajet (6 h de route) le rebute. Finalement, il en trouve une sur Los Angeles où il apprend les bases du catch. Il fait son premier combat à 14 ans sous un masque afin d'être pris au sérieux par ses adversaires et le public.

### Pro Wrestling Guerrilla (2003-2016)
Il débute à la Pro Wrestling Guerrilla (PWG) le 4 octobre 2003 sous le nom de Pinoy Boy et bat Vito Thomaselli.
Il change de nom de ring et utilise un masque pour devenir Puma.

### Ring of Honor (2003-2012)

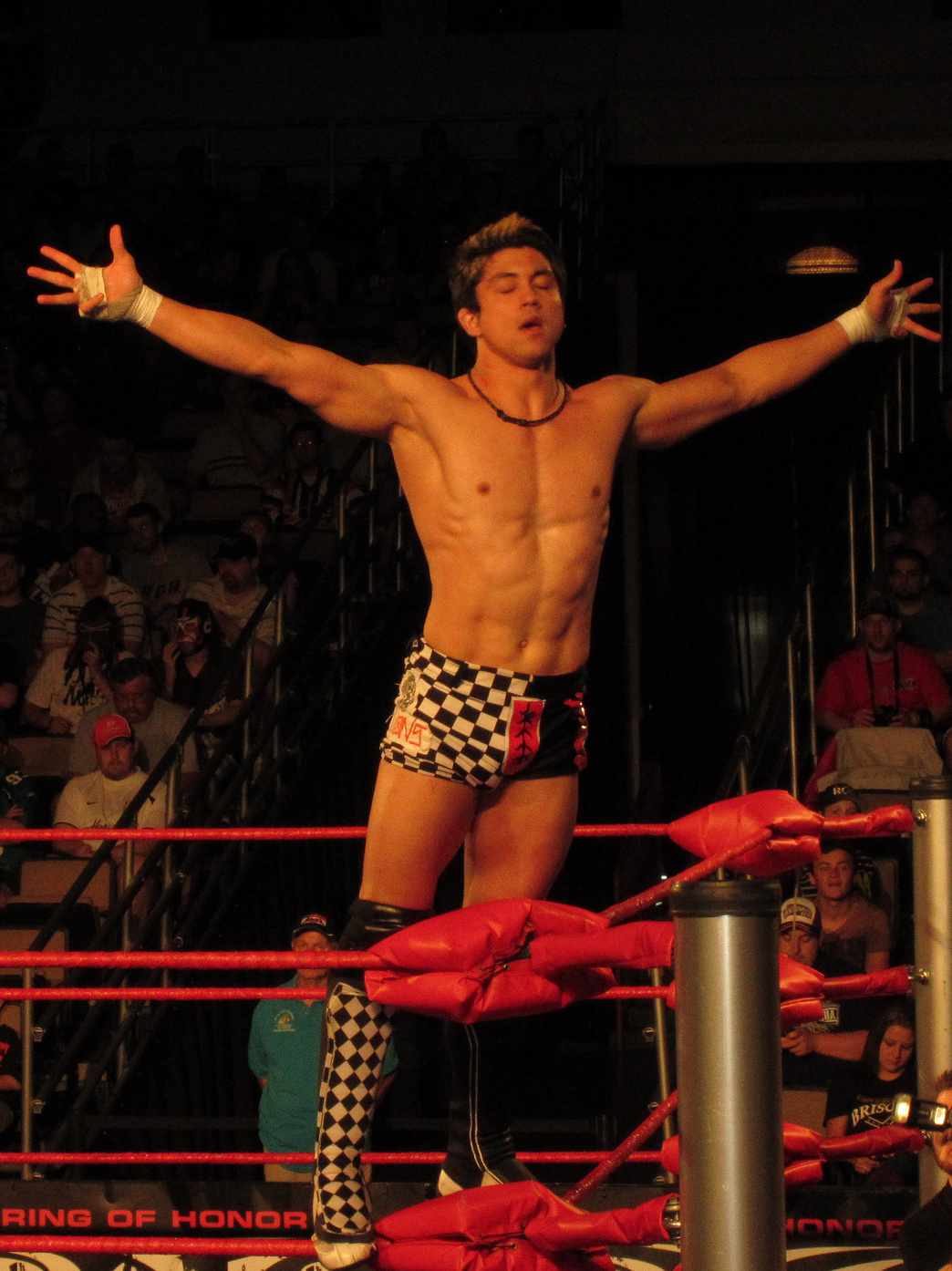
Perkins signe un contrat avec la Ring of Honor en 2011, mais demande sa libération l'année suivante.

### Total Nonstop Action Wrestling (2004-2016)

#### Personnage de Puma et apparition occasionnelles (2004-2013)
Perkins a également fait des apparitions en tant que Puma à la Total Nonstop Action Wrestling dès 2004.
Deux ans plus tard, il revient à la TNA en tant que représentant du Japon dans un match international de démonstration X-Division à Destination X, face Petey Williams, Chris Sabin et Sonjay Dutt. Le match a finalement été remporté par Sabin.
Il a également participé à un match de Xscape à du mois suivant à Lockdown.
En juillet 2007, Perkins est revenu à la TNA comme Puma, luttant dans un 10-Man Ultimate X Gauntlet à Victory Road, mais il était le premier homme éliminé.
Il est revenu en 2008 à Victory Road, représentant la Team Japon dans un match éliminatoire, où il était le deuxième éliminé.

#### Manik et X-Division Champion (2013-2014)
Après plusieurs matchs d'essais, TJ Perkins sera finalement signé par la TNA,. Il débute à Impact en reprenant le personnage de Suicide.

#### Retour, The Revolution et départ (2014-2016)
Il fait son retour à la Lockdown en perdant contre Tigre Uno.
Il quitte la TNA le 12 janvier 2016.

### World Wrestling Entertainment (2016-2019)

#### WWE Cruiserweight Champion et Rivalités avec Rich Swann et Neville (2016-2017)
En juillet 2016, il participe au tournoi WWE Cruiserweight Classic et le remporte le 14 septembre en battant en finale Gran Metalik devenant le premier WWE Cruiserweight Champion en faisant abandonner son adversaire avec un kneebar.
Le 30 octobre lors de Hell in a Cell (2016), il perd son titre au profit de The Brian Kendrick.

#### Diverses rivalités et départ (2017-2019)
Il lutte ensuite dans les différentes divisions contre divers adversaires.
Lors de Royal Rumble, il perd avec Drew Gulak et Gentleman Jack Gallagher contre The Lucha House Party (Kalisto, Gran Metalik et Lince Dorado). 
Le 22 février 2019, la WWE le licencie.

### Circuit indépendant (2019-...)
Le 11 mai 2019, il effectue son retour sur le circuit indépendant lors du pay-per view de la AAW : Take no Prisonners 2019 où il perdit contre Myron Reed.
Le 14 juin  lors de PCW Ultra : Mind Crawler, il bat Adam Brooks.
Le 16 décembre lors de HOG No Limit, il bat Mantequilla et remporte le HOG Crown Jewel Championship. Le 7 décembre lors de HOG Nine, il conserve son titre lors d'un Four Way match face à Evander James, J. T. Dunn et Ken Broadway

### Retour à Impact Wrestling (2019-2021)
Il effectue son retour à Impact lors des enregistrements de Impact du 6 et 7 juin battant Ace Austin sous le nom de TJP.
Lors de Slammiversary XVII, il perd un 4-Way match impliquant Jake Crist, Trey et Willie Mack au profit de ce dernier. Lors de Victory Road, il perd contre Michael Elgin.

#### Alliance avec Fallah Bahh (2019-2020)
Le 4 août à Impact, il gagne avec Fallah Bahh contre Rohit Raju et le champion de la X-Division : Chris Bey, faisant abandonner ce dernier avec un arm bar. Lors de l'épisode d'Impact du 3 mars 2020, ils battent les champions par équipe de Impact : The North lors d'un match sans enjeu.
Le 21 avril lors de Rebellion, TJP & Fallah Bahh perdent lors d'un Three- Way Tag Team match contre The Rascalz, impliquant aussi XXXL.

#### Rivalité avec Rohit Raju (2020)
Lors de Emergence - Night 1, il perd contre Rohit Raju lors d'un match triple menace pour le championnat de la X-Division détenu par Chris Bey,.
Il rentre à partir de ce moment en rivalité avec Rohit Raju pendant plusieurs mois autour du titre de la X-Division. Le 20 octobre à Impact, lui, Trey et Willie Mack battent Raju, Jordynne Grace et Chris Bey. Quatre jours plus tard lors de Bound for Glory, il ne parvient pas à remporter le titre de la X-Division lors d'un Scramble match impliquant aussi Mack, Grace, Trey, Bey et Raju au profit de ce dernier.

#### Retour de Manik et champion de la X-Division (2020-2021)
Le 12 décembre lors de Final Resolution, il répond à l'Open Challenge de Rohit Raju mais cette fois sous le masque de Manik; il bat Raju et remporte le titre de la X-Division.
Lors de Hard to Kill (2021), Manik bat Raju et conserve son titre malgré le fait qu'il se soit fait démasquer au cours du match. À la suite de ce match, il redevint TJP. Lors de Sacrifice (2021), il perd son titre au profit d'Ace Austin après 93 jours de règne.
Lors de Hardcore Justice (2021), il perd avec Fallah Bahh contre Josh Alexander & Petey Williams au cours d'un Three-Way Tag Team match impliquant aussi Ace Austin & Madman Fulton. Lors de Rebellion (2021), il perd contre Alexander au cours d'un triple threat match impliquant aussi Ace Austin et ne remporte pas le titre de la X-Division.

### Second retour à la New Japan Pro Wrestling (2019-...)
Le 22 août 2019, il effectue son retour à l'occasion de la Super J-Cup 2019 en battant Clark Connors dans son match de premier tour. Deux jours plus tard, il est éliminé du tournoi à la suite de sa défaite contre El Phantasmo.
Lors de Autumn Attack, il se retourne contre Karl Fredericks et rejoint le clan The United Empire de Will Ospreay.
Le 20 juin, lui et Francesco Akira battent Six Or Nine (Master Wato et Ryusuke Taguchi) et remportent les IWGP Junior Heavyweight Tag Team Championship,.

### Retour à la Major League Wrestling (2019; 2020-..)
Le 5 décembre 2019, TJP effectue son retour à la MLW pour la première fois depuis 2004, perdant lors du premier tour de l'Opera Cup 2019 face à Brian Pillman, Jr. Le 25 novembre 2020, TJP effectue son retour à la MLW à l'occasion du premier tour de l'Opera Cup 2020, perdant contre Richard Holliday.
Le 27 janvier à Fusion, TJP s'allie à Bu Ku Dao pour battre Dominic Garrini et Kevin Ku. Le 2 février à Fusion, il perd avec Bu Ku Dao contre Los Parks à la suite d'un subterfuge de ces derniers et ne remporte pas les championnats par équipe de la MLW. Après le match, TJP repousse Dao. Le 21 avril à Fusion, il perd contre Bu Ku Dao.

## Palmarès
- All Pro Wrestling
  - 1 fois APW Worldwide Internet Champion[31]
- Alternative Wrestling Show
  - 2 fois AWS Light Heavyweight Champion[32]
- Big Time Wrestling
  - 1 fois BTW Cruiserweight Champion
- Consejo Mundial de Lucha Libre
  - Best New Sensation (2003)
  - Feud of the Year (2003)
- Empire Wrestling Federation
  - 1 fois EWF Tag Team Champion avec Liger Rivera[33]
- Evolve Wrestling
  - Breakout Match (2010) vs. Munenori Sawa le 16 janvier
- House of Glory
  - 1 fois HOG Crown Jewel Champion (actuel)
- Mach One Wrestling
  - 1 fois NWA Heritage Champion
- National Wrestling Alliance
  - 1 fois NWA Heritage Champion[34]
- SoCal Uncensored
  - Rookie de l'année 2001[35]
- Total Nonstop Action Wrestling/Impact Wrestling
  - 2 fois TNA/Impact X-Division Champion
  - TNA X Division Championship Tournament (2013)
- New Japan Pro Wrestling
  - 1 fois IWGP Junior Heavyweight Tag Team Champion avec Francesco Akira (actuel)
- United Independent Wrestling Alliance
  - 1 fois UIWA Lightweight Champion[36]
- UWA Hardcore Wrestling
  - 1 fois UWA Canadian Champion[36]
- World Wrestling Entertainment
  - 1 fois WWE Cruiserweight Champion (premier) (14 septembre 2016 - 30 octobre 2016)
  - Vainqueur du WWE Cruiserweight Classic (2016) (14 septembre 2016)

## Récompenses des magazines
- Pro Wrestling Illustrated

| Année | 2005 | 2006 | 2007 | 2008 | 2009 | 2010 | 2011 | 2012 | 2013 | 2014 | 2015 | 2016 | 2017 | 2018 | 2019 | 2020 | 2021 | 2022 | 2023 | 2024 |
| ----- | ---- | ---- | ---- | ---- | ---- | ---- | ---- | ---- | ---- | ---- | ---- | ---- | ---- | ---- | ---- | ---- | ---- | ---- | ---- | ---- |
| Rang  | 179  | 347  | 316  | 239  | 356  | 336  | 319  | 141  | 150  | 122  | 147  | 234  | 35   | 184  | 227  | 275  | 91   | 140  | 291  | 290  |